# كرونة بوهيميا ومورافيا
كرونة بوهيميا ومورافيا، المعروفة باسم كرونة المحمية (بالتشيكية: Protektorátní koruna؛ بالألمانية: Krone des Protektorats، كانت العملة المستخدمة في محمية بوهيميا ومورافيا بين عامي 1939 و1945. وقُسِّمَت العملة إلى 100 هالير.

## تاريخ
حلت كرونة بوهيميا ومورافيا محل الكورونا التشيكوسلوفاكية على قدم المساواة، ثم اُستُبدِلَت بالكرونة التشيكوسلوفاكية المعاد تشكيلها، مرة أخرى على قدم المساواة. وقد رُبِطَت بالرايخ مارك بمعدل 1 رايخ مارك = 10 كرونة، وكان في البداية مساويًا في القيمة للكرونة السلوفاكية [الإنجليزية]، على الرغم من تخفيض قيمة هذه العملة في عام 1940.

## عملات معدنية
في عام 1940، أُصدِرَت عملات الزنك فئة 10، و20، و50 هلر، تلتها عملة بقيمة 1 كرونة في عام 1941. سُكَّت العملات المعدنية حتى عام 1944.  كانت تصميمات الوجه الخلفي مشابهة جدًا للعملات المعدنية التشيكوسلوفاكية السابقة. كانت العملات المعدنية من النوع الذي صدر في حالات الطوارئ، وهي مماثلة للعملات المعدنية للأراضي الأخرى المحتلة من قبل ألمانيا. 

## الأوراق النقدية
خُتِمَت الأوراق النقدية التشيكوسلوفاكية من فئة 1 كرونة و5 كرونة (وطبِعَت لاحقًا) بعبارة "Protektorat Böhmen und Mähren" فوق "Protektorát Čechy a Morava"، ثم أُصدِرَت لاحقًا في بوهيميا ومورافيا بدءًا من 9 فبراير 1940.  وتبع ذلك إصدارات حكومية منتظمة بفئات 1، و5، و50، و100 كرونة في عام 1940،  و10 كرون في عام 1942،  و20 و50 كرون في عام 1944.  قام البنك الوطني für Böhmen und Mähren في براغ ( البنك الوطني لبوهيميا ومورافيا في براغ) بإدخال الأوراق النقدية من فئة 500 و100 كرونة في عام 1942، وتلتها في عام 1943 طباعة أوراق نقدية تشيكوسلوفاكية بقيمة 5000 كرونة. في عام 1944، أصدر البنك الوطني أوراق نقدية اعتيادية بقيمة 5000 كرونة. 
وُقِّعَ على إصدارات Nationalbank für Böhmen und Mähren في براغ ( البنك الوطني لبوهيميا ومورافيا في براغ ) من قبل:
- هانوش رينغوفر [cs] بدور عضو مجلس البنك
- لاديسلاف ف. دفوراك [cs] بدور المحافظ
- فرانتيشيك بيروتكا [cs] بدور المدير العام

| الفترة                         | الإصدار         | القيمة      | التاريخ                   | الأبعاد      |
| ------------------------------ | --------------- | ----------- | ------------------------- | ------------ |
| محمية بوهيميا ومورافيا         | 1939 إصدار مؤقت | 1 كرونة     | بدون تاريخ (1940)         | 105 x 59 م   |
| محمية بوهيميا ومورافيا         | 1939 إصدار مؤقت | 5 كرونة     | بدون تاريخ (1940)         | 130 x 63 مم  |
| محمية بوهيميا ومورافيا         | 1940 إصدار      | 1 كرونة     | بدون تاريخ (10 مارس 1940) | 105 x 59 مم  |
| محمية بوهيميا ومورافيا         | 1940 إصدار      | 5 كرونة     | ND (27 مارس 1940)         | 130 x 63 مم  |
| محمية بوهيميا ومورافيا         | 1940 إصدار      | 50 كرونة    | 12 سبتمبر 1940            | 177 x 75 مم  |
| محمية بوهيميا ومورافيا         | 1940 إصدار      | 100 كرونة   | 20 أغسطس 1940             | 170 x 83 مم  |
| محمية بوهيميا ومورافيا         | 1942–44 إصدار   | 10 كرونة    | 08 يوليو 1942             | 150 x 69 مم  |
| محمية بوهيميا ومورافيا         | 1942–44 إصدار   | 20 كرونة    | 24 يناير 1944             | 157 x 72 مم  |
| محمية بوهيميا ومورافيا         | 1942–44 إصدار   | 50 كرونة    | 25 سبتمبر 1944            | 165 x 75 مم  |
| البنك الوطني لبوهيميا ومورافيا | 1942–44 إصدار   | 500 كرونة   | 24 فبراير 1942            | 197 x 85 مم  |
| البنك الوطني لبوهيميا ومورافيا | 1942–44 إصدار   | 1,000 كرونة | 24 أكتوبر 1942            | 200 x 95 مم  |
| البنك الوطني لبوهيميا ومورافيا | 1942–44 إصدار   | 5,000 كرونة | 25 أكتوبر 1943            | 203 x 112 مم |
| البنك الوطني لبوهيميا ومورافيا | 1942–44 إصدار   | 5,000 كرونة | 24 فبراير 1944            | 190 x 90 مم  |